# Jordi Aláez
Jordi Aláez Peña (ur. 23 stycznia 1998 w Sant Julià de Lòria) – andorski piłkarz występujący na pozycji pomocnika w klubie Diagoras Rodos. Reprezentant kraju.

## Kariera reprezentacyjna
W reprezentacji Andory zadebiutował 26 maja 2016 w zremisowanym bezbramkowo meczu z reprezentacją Azerbejdżanu. Pierwszą bramkę strzelił 10 września 2018 w zremisowanym 1:1 meczu z reprezentacją Kazachstanu. Łącznie rozegrał 37 meczów i raz trafił do bramki przeciwnika.